# 天主教茂物教区
天主教茂物教區（拉丁語：Dioecesis Bogorensis）是印度尼西亞一個羅馬天主教教區，位於西爪哇省西部並包括萬丹省大部，屬雅加達總教區。
1948年12月9日自雅加達代牧區設監牧區。1961年1月3日升為教區。2012年有教友83,406人、廿一個堂區、七十名司鐸。現任教區主教為帕斯卡里斯·布鲁诺·斯亚克。